# Siły Operacji Specjalnych Sił Zbrojnych Ukrainy
Siły Operacji Specjalnych Sił Zbrojnych Ukrainy (ukr. Сили спеціальних операцій Збройних сил України), skrótowo SOS SZU (ukr. ССО ЗС України) – jeden z rodzajów Sił Zbrojnych Ukrainy, powstały w roku 2016 z dotychczasowych jednostek specjalnych i wywiadowczych podległych osobno pod wojsko.